# Bách khoa toàn thư Trung Quốc
Trung Quốc là một nền văn hóa sớm có sự xuất hiện của các tác phẩm dạng bách khoa thư. Dưới đây là một số từ điển bách khoa lớn của Trung Quốc được xếp theo thời gian ra đời.

## Tống tứ đại thư
Tống tứ đại thư (宋四大書) là bộ sách do Lý Phưởng cùng các học giả khác biên soạn vào khoảng thế kỷ 11 thuộc đời nhà Tống. Bộ sách này bao gồm bốn tác phẩm lớn:
- Thái Bình ngự lãm (太平御覽). Gồm 55 phần, 1.000 quyển và tổng cộng 4,7 triệu chữ.[1] Đây là tác phẩm tổng hợp mọi phương diện của văn hóa Trung Hoa, nó được biên soạn từ năm 977 đến năm 983 (niên hiệu Thái Bình Hưng Quốc thời vua Tống Thái Tông).
- Thái Bình quảng ký (太平廣記). Gồm 500 quyển và tổng cộng 3 triệu chữ.[2] Đây là tác phẩm tập hợp khoảng 7.000 truyện văn học được lựa ra từ hơn 300 sách văn học được xuất bản từ thời nhà Hán đến đầu thời nhà Tống. Thái Bình quảng ký được hoàn thành năm 978.
- Văn uyển anh hoa (文苑英華). Gồm 38 phần, 1.000 quyển tập hợp 19.102 tác phẩm thơ, văn, nhạc của khoảng 2.200 tác giả, phần lớn trong số đó được sáng tác từ thời nhà Đường.[3] Văn uyển anh hoa được biên soạn từ năm 982 đến năm 986.
- Sách phủ nguyên quy (冊府元龜). Gồm 1.000 quyển với tổng cộng 9,4 triệu chữ.[4] Đây là tác phẩm tập hợp những văn bản hành chính và lịch sử của các triều đại Trung Quốc, nó được thực hiện từ năm 1005 đến năm 1013.

## Mộng khê bút đàm
Mộng khê bút đàm (夢溪筆談) là bộ từ điển bách khoa đầu tiên của Trung Quốc về lĩnh vực khoa học tự nhiên, triết học và khoa học thường thức. Đây là tác phẩm của nhà khoa học Thẩm Quát hoàn thành vào năm 1088 (cuối thời Bắc Tống) trong thời gian làm việc tại Trấn Giang, Giang Tô.

## Vĩnh Lạc đại điển
Vĩnh Lạc đại điển (永樂大典) là bộ bách khoa toàn thư đầu tiên của Trung Quốc và là một trong những tác phẩm đồ sộ nhất của lịch sử bách khoa toàn thư thế giới. Nó được Minh Thành Tổ (Vĩnh Lạc Đế) giao cho 2.000 học giả thực hiện vào đầu thời nhà Minh. Vĩnh Lạc đại điển tập hợp hơn 8.000 tác phẩm thuộc đủ mọi thể loại và lĩnh vực, từ văn học, nghệ thuật, nông học, thiên văn học, địa lý, lịch sử, y học, khoa học tự nhiên, tôn giáo và cả các ghi chép về những hiện tượng tự nhiên bất thường. Bộ sách này được hoàn thành năm 1408 tại Quốc tử giám Nam Kinh với tổng cộng 22.877 (có số liệu là 22.937) cuộn văn bản, hay 11.095 quyển, 50 triệu chữ.

## Bản thảo cương mục
Bản thảo cương mục (本草纲目) là bộ từ điển bách khoa toàn diện và chi tiết nhất về Đông y do Lý Thời Trân hoàn thành năm 1578 (thời nhà Minh) với 16 phần, 53 quyển, 2 triệu chữ tập hợp khoảng 1.892 loại cây thuốc (374 trong số đó do chính Lý Thời Trân nghiên cứu) cùng 11.096 đơn thuốc.

## Tứ khố toàn thư
Tứ khố toàn thư (四庫全書) là bộ bách khoa lớn nhất trong lịch sử phong kiến Trung Quốc. Nó được hoàng đế Càn Long nhà Thanh giao cho 361 học giả, đứng đầu là Kỉ Quân và Lục Tích Hùng, biên soạn trong khoảng thời gian từ 1773 đến 1782. Với 4 phần lớn là Kinh (經), Sử (史), Tử (子), Tập (集), Tứ khố toàn thư đã tập hợp trên 10.000 bản thảo từ các bộ sưu tập của những triều đại phong kiến Trung Quốc (kể cả 3.000 bản thảo bị đốt vì nghi có tư tưởng chống Thanh) thuộc tất cả các lĩnh vực khoa học tự nhiên, khoa học xã hội, lịch sử, triết học và văn học nghệ thuật. Tổng cộng bộ sách này có 79.000 phần nằm trong 36.381 quyển, 2,3 triệu trang sách và khoảng 800 triệu chữ.